# Ukrainische Botschaft in Berlin

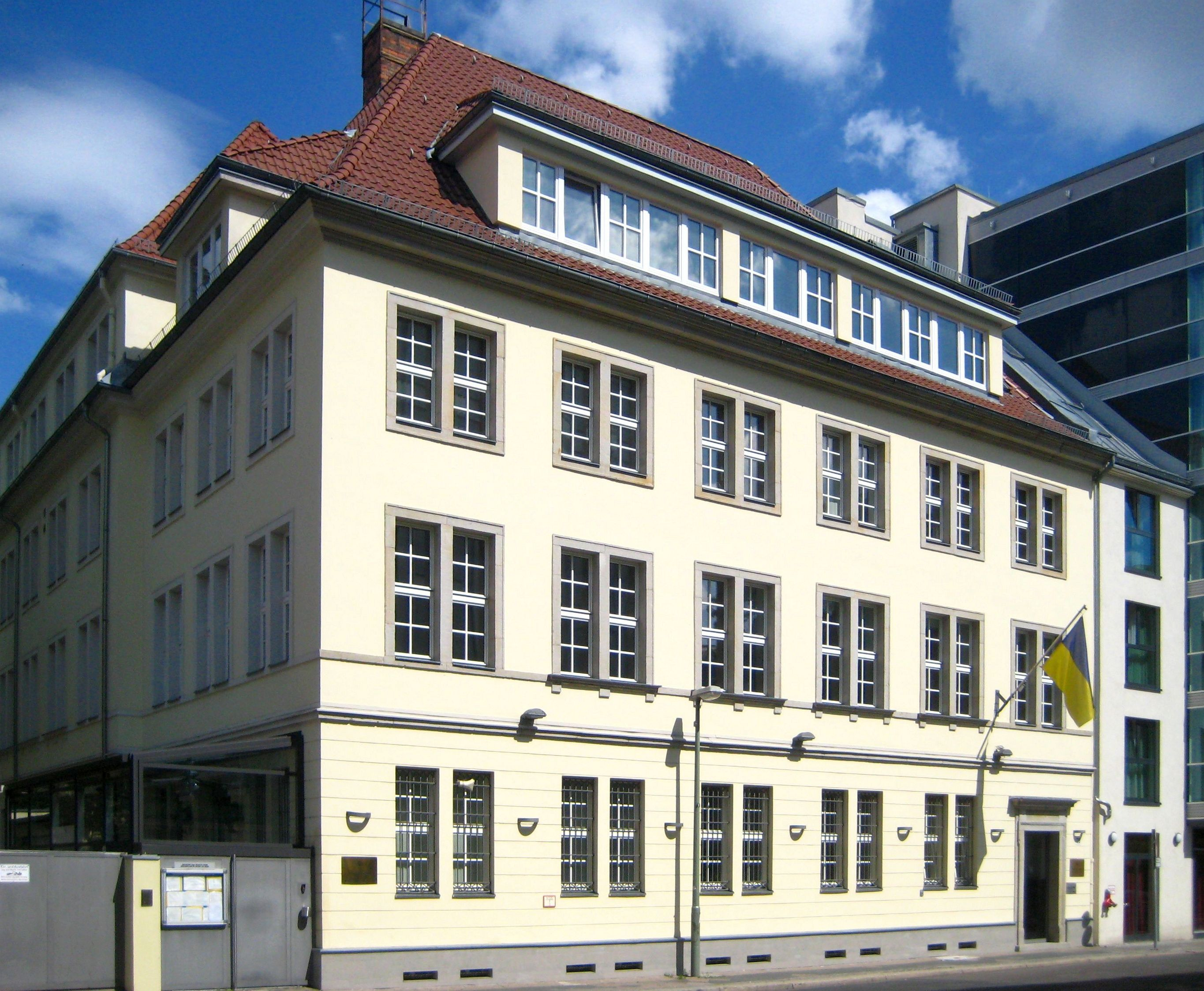
Ukrainische Botschaft in der Albrechtstraße 26 in Berlin-Mitte

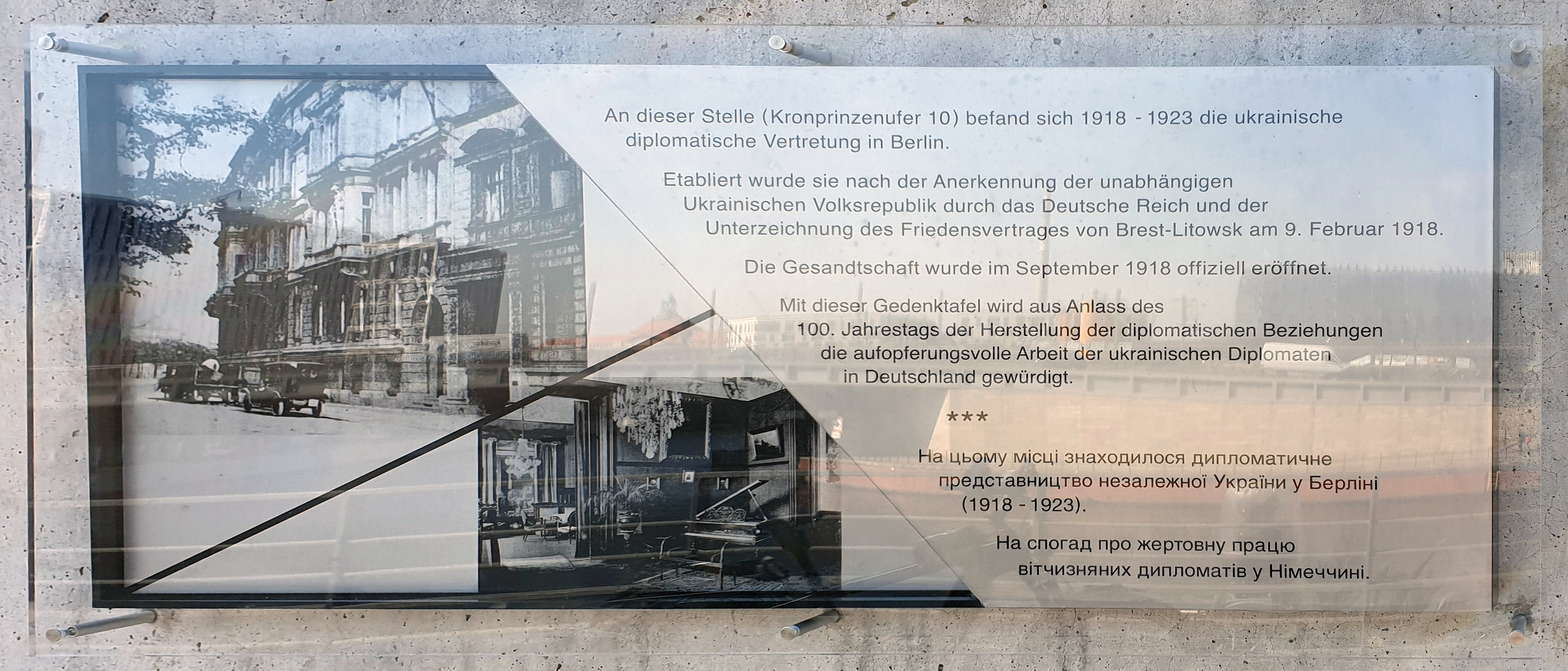
Gedenktafel am Ludwig-Erhard-Ufer in Berlin-Tiergarten

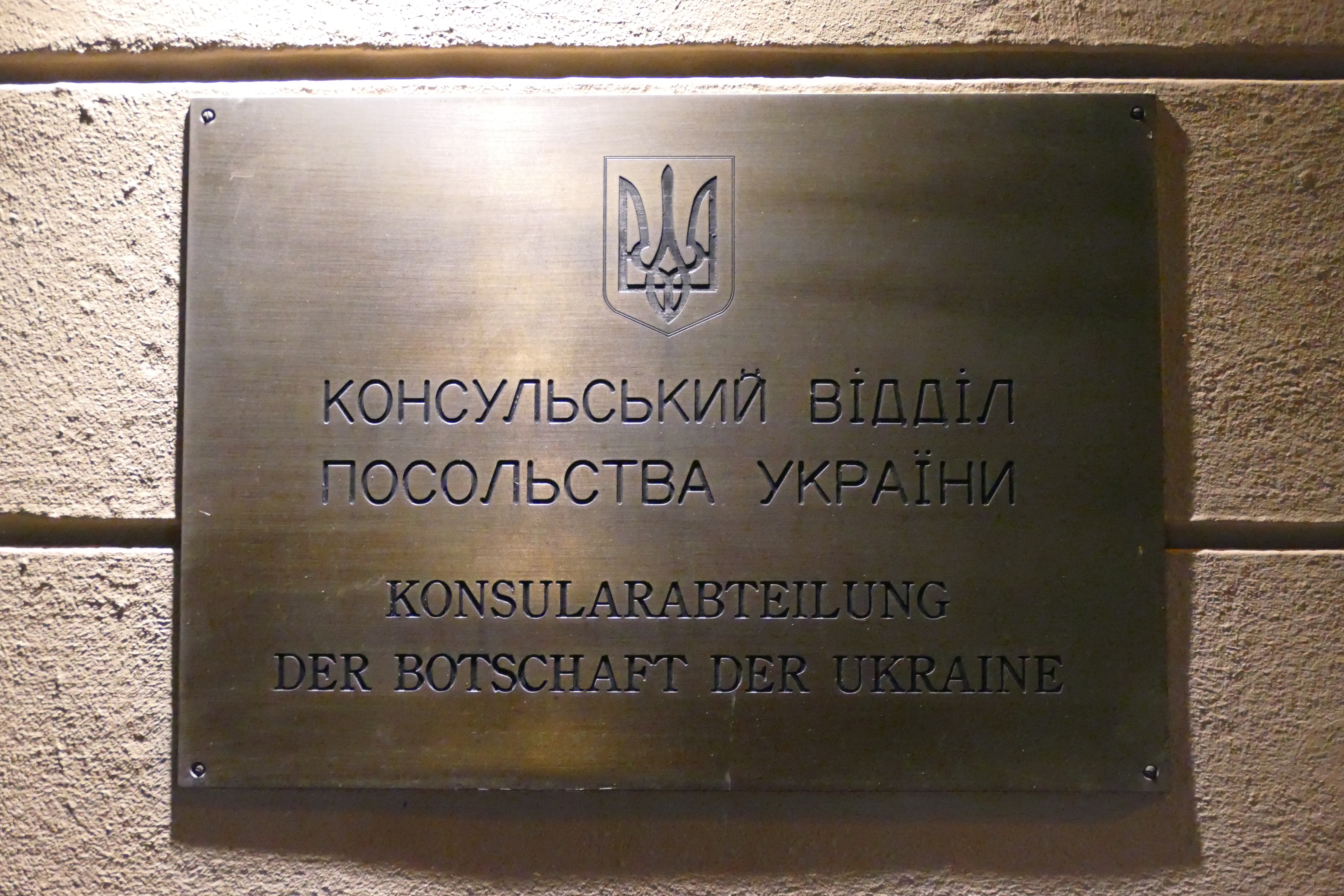
Plakette am Berliner Botschaftsgebäude, 2022

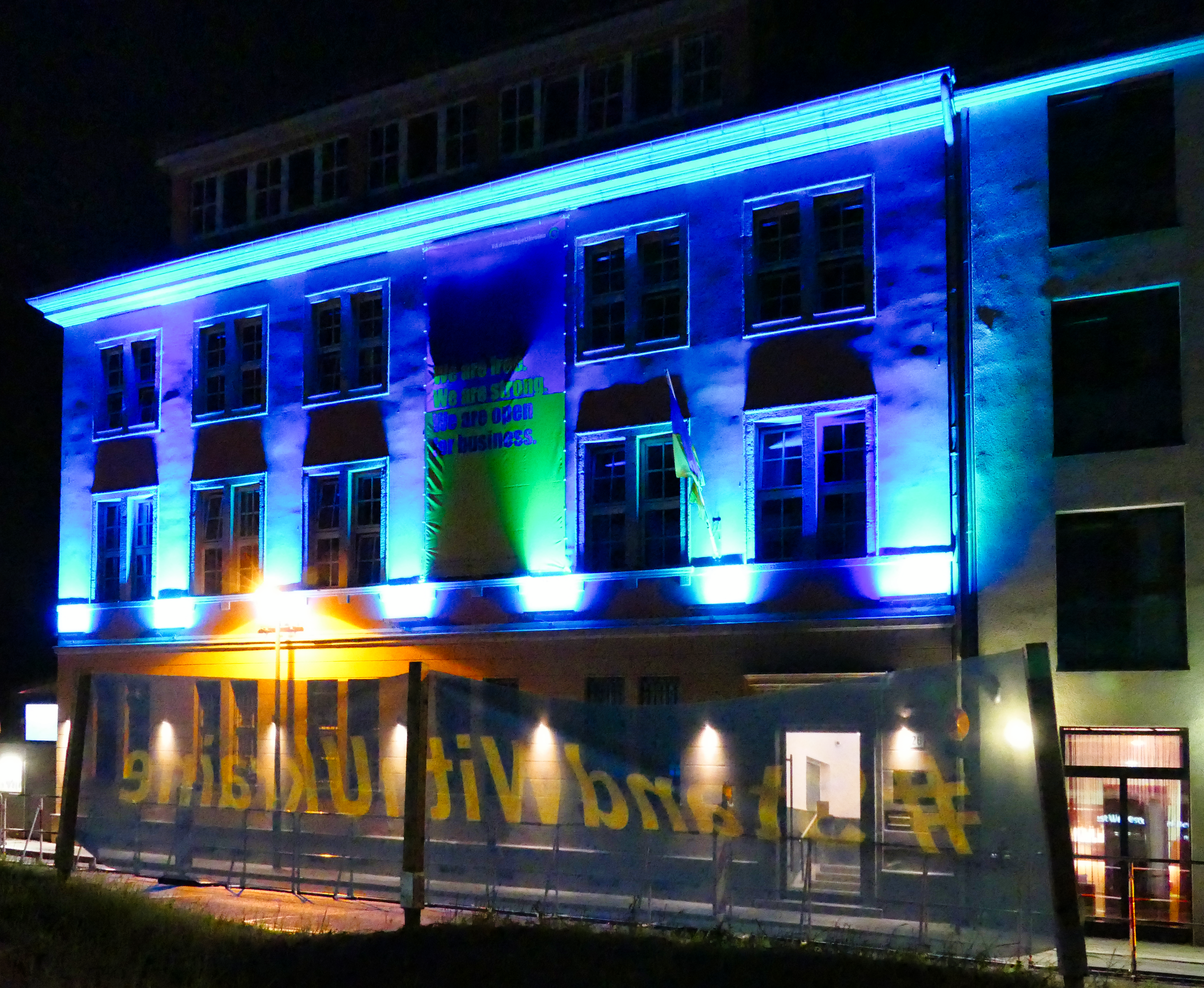
Im Jahr 2022 wurde das Botschaftsgebäude in den ukrainischen Nationalfarben angeleuchtet und ein Banner mit dem Schriftzug „#StandWithUkraine“ aufgestellt

Die Ukrainische Botschaft in Berlin ist die diplomatische Vertretung der Ukraine in Deutschland. Das Botschaftsgebäude befindet sich in der Albrechtstraße 26 im Berliner Ortsteil Mitte des gleichnamigen Bezirks. Der ukrainische Botschafter in Deutschland ist seit Oktober 2022 Oleksij Makejew.

## Geschichte
Nach dem Ersten Weltkrieg entstand 1918 mit der Volksrepublik Ukraine bzw. dem Ukrainischen Staat erstmals ein ukrainischer Nationalstaat. Das Deutsche Reich erkannte den Staat an und Theodor Steinheil wurde erster ukrainischer Botschafter in Deutschland. Mykola Porsch (USDRP) und Roman Smal-Stozkyj folgten ihm als ukrainische Botschafter. Im Verlauf des Russischen Bürgerkriegs wurden die meisten Gebiete der Ukraine von der Roten Armee erobert und als Ukrainische Sozialistische Sowjetrepublik in die neugegründete Sowjetunion eingegliedert. Nikolaus von Wassilko war 1923 der letzte Botschafter der Ukraine in Deutschland.
Nach dem Zerfall der Sowjetunion erklärte sich die Ukraine im Dezember 1991 für unabhängig. Am 17. Januar 1992 wurden zwischen der Ukraine und Deutschland diplomatische Beziehungen aufgenommen. Der erste Botschafter des neuen ukrainischen Nationalstaates in Berlin war Iwan Piskowyi.

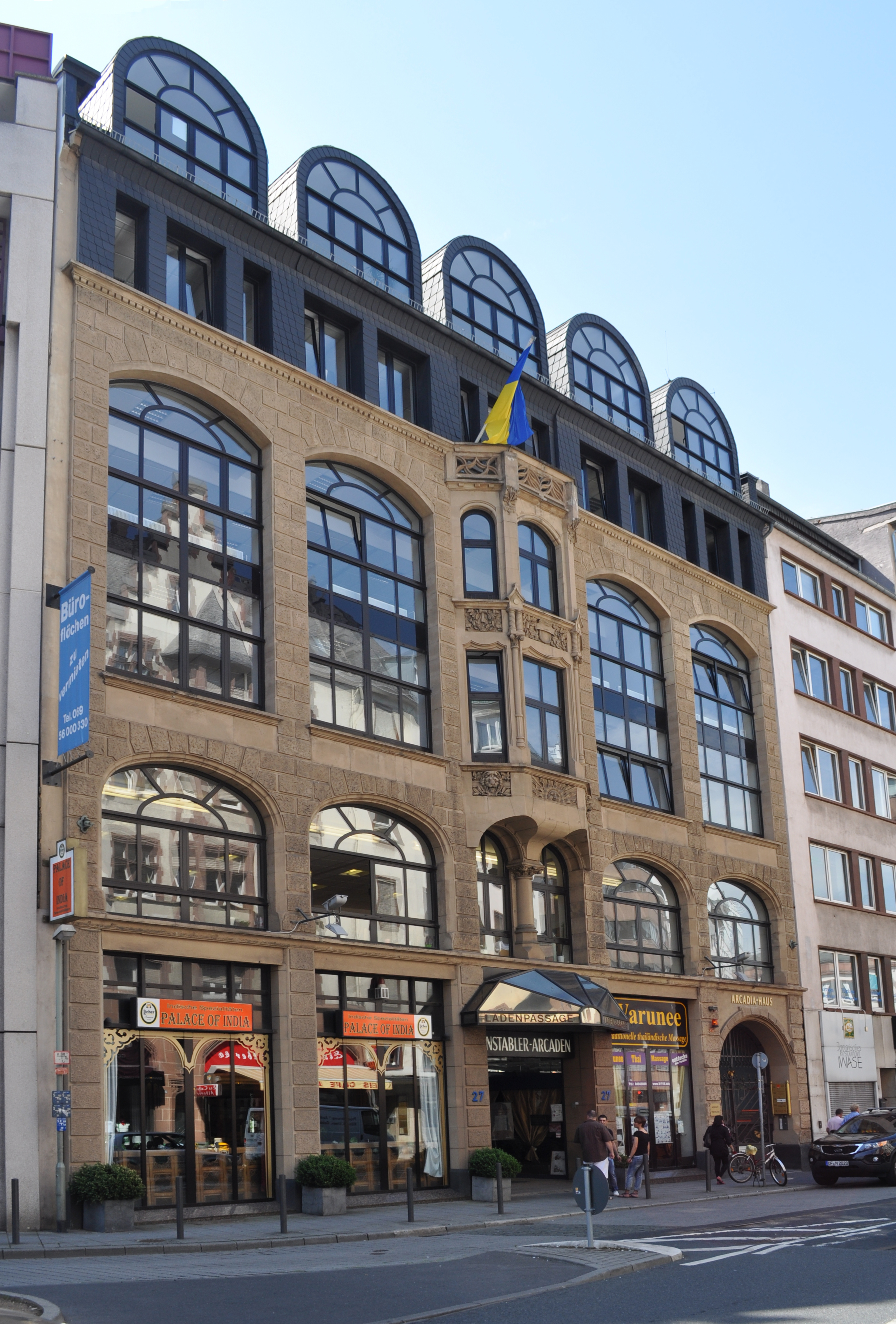
Ukrainisches Generalkonsulat in Frankfurt am Main
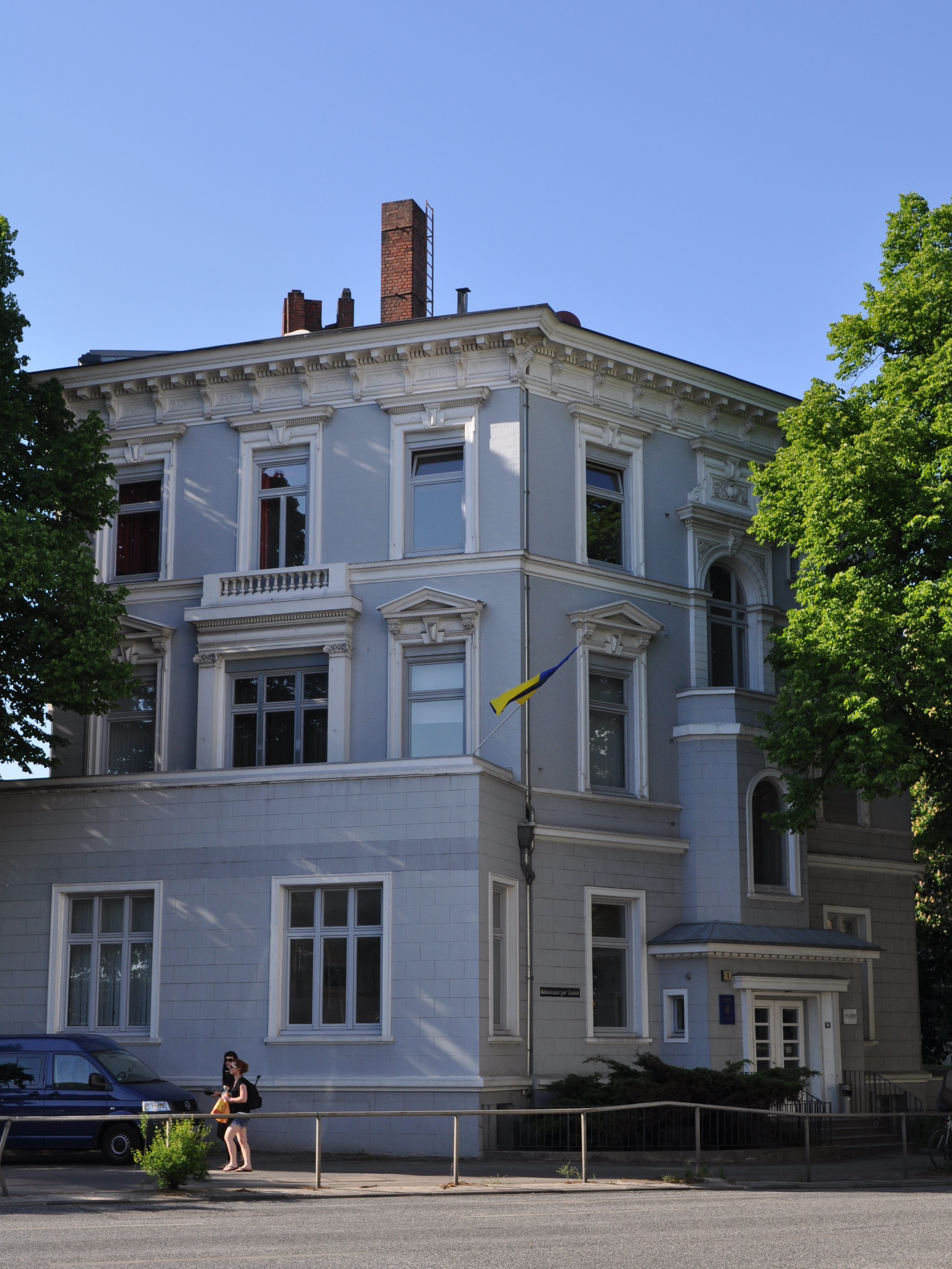
Ukrainisches Generalkonsulat in Hamburg

## Konsulareinrichtungen der Ukraine in Deutschland
- Konsularabteilung der Botschaft der Ukraine in Berlin-Mitte, Albrechtstraße 26
- Generalkonsulat der Ukraine in Düsseldorf, Immermannstraße 50
- Generalkonsulat der Ukraine in Hamburg, Mundsburger Damm 1
- Generalkonsulat der Ukraine in Frankfurt am Main, Vilbeler Straße 29
- Generalkonsulat der Ukraine in München, Lessingstraße 14

## Botschaftsgebäude in Berlin
Sitz der Botschaft ist das ehemalige Verwaltungsgebäude der Städtischen Gaswerke im Berliner Ortsteil Mitte des gleichnamigen Bezirks. Er wurde 1910 von Ludwig Hoffmann errichtet. In der DDR befand sich hier die Botschaft Jugoslawiens. Nach der politischen Wende wurde das Gebäude 1992 umgebaut. Es steht als Teil eines Bauensembles in der Friedrich-Wilhelm-Stadt unter Denkmalschutz.

## Botschafter der Ukraine in Deutschland
1. Theodor Steinheil (1918)
2. Mykola Porsch (1918–1920)
3. Roman Smal-Stozkyj (1920–1923)
4. Nikolaus von Wassilko (1923)[3]
5. Iwan Piskowyi (6. März 1992 bis 7. Juni 1994)
6. Jurij Kostenko (28. Dezember 1994 bis 2. September 1997)
7. Anatolij Ponomarenko (2. September 1997 bis 26. November 2003)
8. Serhij Farenyk (28. November 2003 bis 26. Juli 2005)
9. Ihor Dolhow (9. Dezember 2005 bis 4. April 2008)
10. Natalija Sarudna (4. September 2008 bis 16. Dezember 2011)
11. Wassyl Chymynez (16. Dezember 2011 bis 22. Juni 2012)
12. Pawlo Klimkin (22. Juni 2012 bis 19. Juni 2014)
13. Andrij Melnyk (Dezember 2014 bis 14. Oktober 2022)
14. Oleksij Makejew (seit 24. Oktober 2022)[4]